# Viviana Meruane
Viviana Meruane Naranjo (Santiago) es ingeniera civil mecánica, académica e investigadora chilena,  especialista en vibraciones mecánicas, evaluación de daños, monitoreo de condiciones e inteligencia artificial. Actualmente es profesora titular de la Universidad de Chile.Ha sido destacada como una de las 100 Mujeres Líderes en Chile por el diario El Mercurio y Mujeres Empresarias.

## Biografía
Nacida en Santiago a principios de los años 80, Viviana Meruane creció en Puente Alto junto a sus padres y seis hermanos. Cursó sus estudios de enseñanza media en el  Liceo Carmela Carvajal. En 2000 ingresó a la Universidad de Chile, donde obtuvo el título de Ingeniera Civil Mecánica en 2006. Ese mismo año, completó un Magíster en Ciencias de la Ingeniería con mención en Mecánica en la Universidad de Chile. Entre 2006 y 2010 realizó un Doctorado en Ingeniería en la Katholieke Universiteit Leuven, Bélgica, con especialización en dinámica y vibraciones de estructuras mecánicas.

## Carrera profesional
Desde 2006 se desempeña como académica de la Facultad de Ciencias Físicas y Matemáticas de la Universidad de Chile.En 2018 se convirtió e la primera Directora del Departamento de Ingeniería Mecánica.
Tiene el cargo de Dirección Académica, Investigación e Innovación en la Facultad de Ciencias Físicas y Matemáticas de la Universidad de Chile.Además, fue directora del Programa de Innovación en Manufactura Avanzada (IMA+), proyecto que busca vincular a la industria y la academia para generar soluciones tecnológicas que permitan avanzar desde la manufactura tradicional a una manufactura avanzada, articulando las capacidades existentes en las Universidades, los centros de investigación y las empresas.

## Distinciones
Ha sido reconocida con el Premio Justicia Acuña Mena y el Premio Ramón Salas Edwards otorgados por Instituto de Ingenieros de Chile en 2020. En 2015 fue destacada entre las 100 Mujeres Líderes en Chile por el diario El Mercurio y Mujeres Empresarias.En los años 2019 y 2020, la revista PlosOne destacó a la académica entre el 2% superior de los investigadores internacionales del área acústica.

## Publicaciones
Esta es una lista de los trabajos científicos más citados de la investigadora; para revisar el listado completo revisa el perfil de la investigadora en Google Scholar.
- Meruane, Viviana; Verstraete, David; Ferrada, Andrés; López Droguett, Enrique; Modarres, Mohammad (2017). «Deep learning enabled fault diagnosis using time‐frequency image analysis of rolling element bearings». Shock and Vibration 2017 (1): 5067651.
- Meruane, Viviana; Heylen, W (2011). «An hybrid real genetic algorithm to detect structural damage using modal properties». Mechanical Systems and Signal Processing 5 (25): 1559-1573.
- Meruane, Viviana; Modarres, Ceena; Astorga, Nicolás; López Droguett, Enrique (2018). «Convolutional neural networks for automated damage recognition and damage type identification». Structural Control and Health Monitoring 25 (10): e2230.
- Meruane, Viviana; Pascual, Rodrigo (2008). «Identification of nonlinear dynamic coefficients in plain journal bearings». Tribology International 41 (8): 743-754.